# Ратебзад, Анахита
Анахита Ратебзад (пушту آناهیتا راتبزاد‎, октябрь 1931 – 2014) — афганский политик и государственный деятель, заместитель председателя Президиума Революционного совета (1980-1985), член политбюро ЦК НДПА (1980-1987).

## Биография
По национальности пуштунка. Родилась в провинции Кабул, в семье писателя Ахмада Ратебхана, сторонника движения младоафганцев. Как сторонник реформ Амануллы-хана он был вынужден эмигрировать из Афганистана в Иран после событий 1929 года и умер в Тегеране в 1933. Анахита с братом росли без него. В 1945 году окончила французский лицей для девочек «Малалай» и поступила на курсы медсестёр. В том же 1945 году вышла замуж за придворного доктора Кирамуддина Какара (позже развелась). Получив стипендию на получение высшего образования, в 1949 вместе с мужем уехала в США, где в 1950 году окончила в Чикаго медицинскую школу медсестёр и получила диплом фельдшера. В 1952-1957 годах работала директором школы медсестёр при кабульской женской больнице. В 1957 году поступила на медицинский факультет Кабульского университета. В 1961 году первой из афганских женщин сняла паранджу. В 1963 году окончила медицинский факультет Кабульского университета (в числе первой группы афганских женщин, получивших высшее образование) доктором медицины. В студенческие годы вступила в подпольный кружок Бабрака Кармаля.
В 1965 году была среди организаторов левой Народно-демократической партии Афганистана (НДПА), а также была избрана депутатом афганского парламента (Волеси джирга) от одного из кабульских округов. Таким образом, она стала одной из четырёх первых женщин в парламенте страны; за свою оппозицию консервативно-клерикальным кругам она вместе с несколькими другими депутатами-единомышленниками в ноябре 1966 прямо в стенах законодательного органа подверглась избиению и была госпитализирована. Также она основала Демократическую организацию женщин (ДОЖ) Афганистана (оставалась её председателем до июля 1986 с перерывом в 1978-1979 годах) и инициировала первый в истории страны марш за права женщин на Международный женский день 8 марта. С 1968 года член ЦК НДПА (фракция «Парчам»). В 1970 ДОЖ вывела на улицы Кабула более 5000 демонстранток, которые требовали расследования и наказания виновных в нападениях на улицах на девушек, носивших короткие платья.

## Деятельность послеАпрельской революции
Накануне Апрельской революции 1978 года была помещена под домашний арест, а после её победы получила пост министра по социальным делам и возглавила Всеафганский союз женщин. Однако в результате внутрипартийных интриг и борьбы между фракциями «Хальк» и «Парчам» уже через 4 месяца, летом 1978 года, была отправлена послом в Югославию, где фактически оказалась на положении политэмигранта. В 1979 году, после прихода к власти лидера фракции «Парчам» Бабрака Кармаля вновь вернулась в Афганистан (во время штурма дворца Амина находилась под охраной бойцов спецподразделения «Альфа» на аэродроме Баграм), где проживала до 1992 года.
С 10 января 1980 вошла в состав политбюро ЦК НДПА и заняла пост министра просвещения (до 1981). С 27 декабря 1980 года по 24 ноября 1985 года была заместителем председателя Президиума Революционного совета (фактически вице-президентом страны). Также возглавляла Общество афгано-советской дружбы и Организацию мира, солидарности и дружбы Афганистана. С ноября 1980 года, как член Политбюро ЦК, курировала министерства информации и культуры, высшего и среднего специального образования и здравоохранения.
В 1980-х годах приобрела широкую известность в прогрессивных общественных кругах мира как активная деятельница ЮНЕСКО, Всемирного совета мира и Организации солидарности народов Азии и Африки.
После замены Кармаля на Мохаммада Наджибуллу в мае 1986 года потеряла влияние в стране и партии. В июне 1987 потеряла государственные посты и была выведена из состава политбюро, а в октябре – и из состава ЦК «за организацию демонстраций в поддержку Кармаля». Входила в руководящее ядро по созданию из числа твёрдых сторонников Бабрака Кармаля «Организации освобождения народа Афганистана» (летом 1988 года переименована в «Партию освобождения народа Афганистана»).
После падения правительства Наджибуллы, в мае 1992 года, эмигрировала в Индию, где получила политическое убежище. Затем с 1995 жила в Болгарии, а с 1996 в Германии, где и скончалась. В эмиграции вела замкнутый и маломобильный образ жизни.

## Личная жизнь
По свидетельству советского военачальника Александра Майорова, занимавшего в 1980—1981 годах должность главного военного советника в Афганистане, состояла в близких отношениях с Бабраком Кармалем.
Имела двух дочерей, одна из которых (Нахид Джамиля, в мае 1990 года была тяжело ранена в Кабуле при взрыве ракеты, запущенной моджахедами, и на всю жизнь стала калекой) была замужем за двоюродным братом Бабрака Кармаля Махмудом Барьялаем (умер в 1996 году), а вторая – за видным членом НДПА Нур Ахмад Нуром. Сын Абдулла при разводе остался с отцом (позже он обосновался в США, работал в одном из университетов и заработал профессорскую должность).

## Оценки
По мнению известного востоковеда М. Ф. Слинкина, Анахита— «человек высокой культуры и образованности, владеющий английским, французским и немного русским языками, хороший организатор, прекрасный оратор»,— обладала, по мнению окружающих, твёрдой политической волей и целеустремлённостью. Входя в «ближний круг» Б. Кармаля, не раз оказывалась в центре разного рода интриг и наветов со стороны её завистников из крыла «Парчам» и партийных соперников«халькистов». Она была искренна и последовательна в симпатиях к Советскому Союзу и убеждённо разделяла леводемократические взгляды. «Если бы Советский Союз,— писала она в 1980-м году,— отклонил нашу просьбу о помощи Афганистану, то в центре Азии могла бы повториться трагедия Чили. И афганский народ посылает самую горячую признательность… великой стране за её бескорыстную помощь»..
Журналист-международник, литературовед, культуролог, поэт Л. Е. Авдеева: «…пламенная революционерка, яркая красивая женщина Анахита, смелая, рискованная, пользовавшаяся большим уважением в стране, с которой было необычайно интересно общаться, как и с другими неординарными женщинами…»